# اعتلال عضلة القلب الفيروسي
يحدث اعتلال عضلة القلب الفيروسي عندما تسبب العدوى الفيروسية التهاب عضلة القلب مع سماكة الناتجة عن عضلة القلب وتمدد البطينين. وتشمل هذه الفيروسات كوكساكي B وفيروس الغدي، وفيروسات الصدى، وفيروس الإنفلونزا أ H1N1، وفيروس إبشتاين بار، والحصبة الألمانية (فيروس الحصبة الألمانية)، وجدري الماء (فيروس جدري الماء)، والنكاف، والحصبة، وفيروسات البارفو، والحمى الصفراء، وحمى الضنك، وشلل الأطفال، وداء الكلب، والفيروسات التي تسبب التهاب الكبد أ وسي.

## روابط خارجية
- Myocarditis on emedicine